# 요한칼빈탄생500주년기념사업회
요한칼빈탄생500주년기념사업회는 2009년 6월 21일과 22일에 장 칼뱅(요한 칼빈) 탄생 500주년을 기념하기 위하여 한국장로교 신학회, 한국칼빈학회, 한국개혁신학회가 공동으로 만든 기념사업회이며 한국 장로교회의 연합과 일치를 목적으로 한다. 기념사업회는 매년 칼뱅과 개혁신학 연구에 공헌한 신학자를 선정하여 올해의 신학자 상을 수여한다. 2009년 제1회는 이양호 박사, 2010년 제2회 권호덕 박사, 2012년 제3회 이상규 박사, 2013년 제4회 이승구 박사, 2014년 제5회 오덕교 박사, 2015년 제6회 이은선 박사, 2017년 제7회 장세훈 박사, 2018년 제8회 노영상 박사, 2020년 제 9회 안명준 박사, 2022년 제 10회는 이신열 박사가, 2025년 제 11회는 김병훈 박사 선정되었다. 올해의 신학자 시상식은 매년 한국장로교신학회에서 한다.

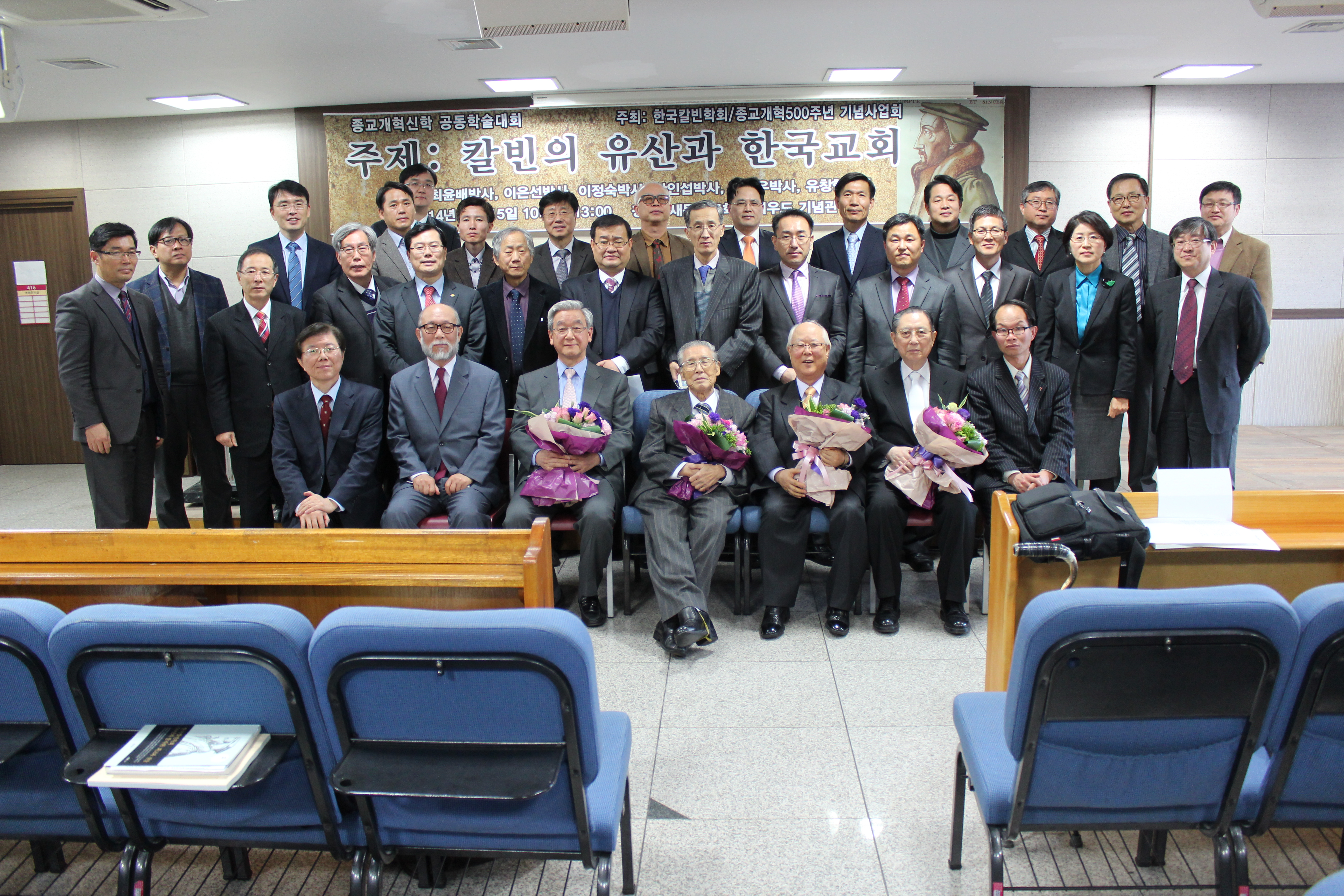
한국칼빈학회와 종교개혁500주년기념사업회, 2014-05-24, 새문안 교회

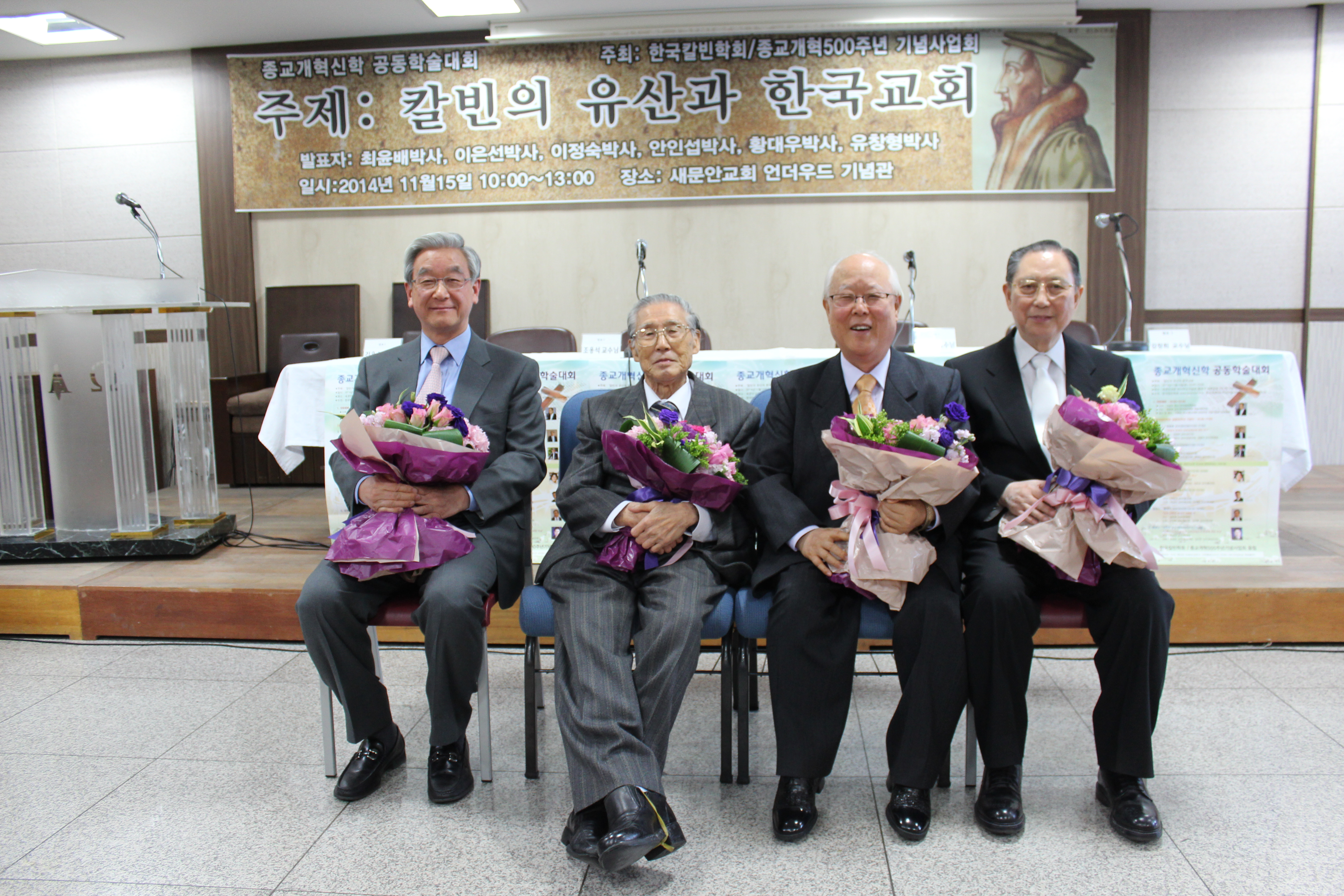
칼빈학자들 왼쪽에서 이수영 박사, 한철하 박사, 정성구 박사, 이종윤 박사, 새문안 교회, 2014-05-24

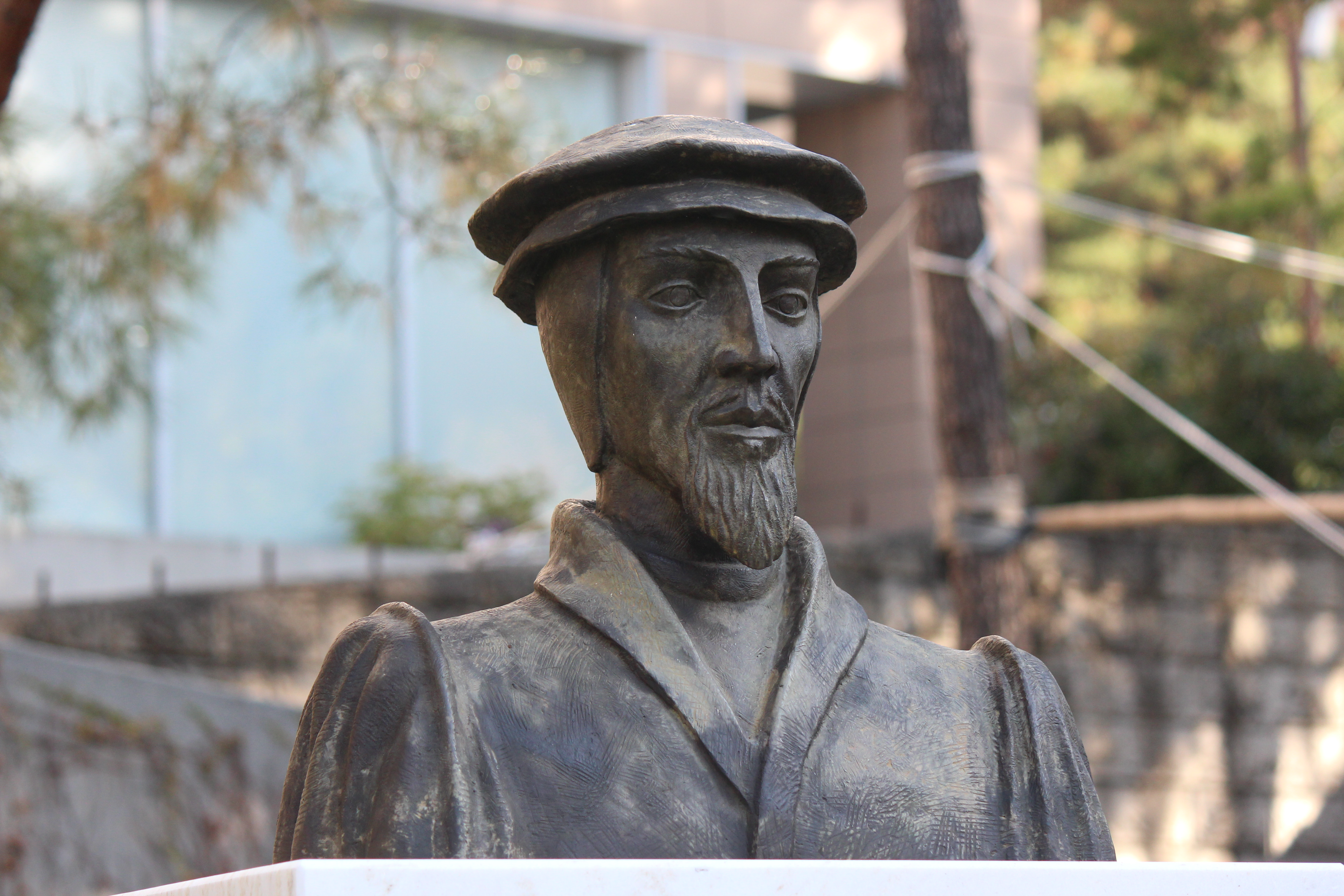
프랑스의 유명한 조각가 다니엘 르클레르크(Daniel Lecleroq)가 만든 장 칼뱅 동상, 장신대학교

요한칼빈탄생500주년(서울교회) 2009년 6월 22일

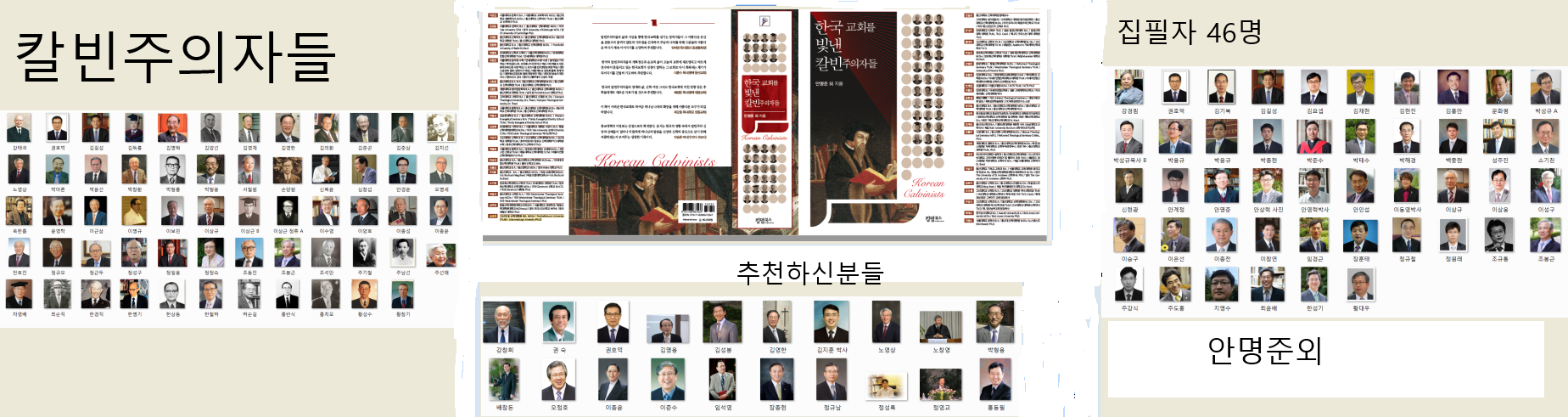
한국의 칼빈주의자들

## 준비
2008년 5월 13일 이종윤, 안명준, 이승구, 박봉규에 의해 장 칼뱅 탄생 500주년 기념대회의 필요성을 인식하고 한국장로교 신학회, 한국칼빈학회, 한국개혁신학회로 구성된 장 칼뱅 탄생 500주년 기념 행사를 하기로 논의 하였다.  2008년 6월 26일 서울교회에서 이종윤, 안명준, 이승구, 박봉규, 이양호, 안인섭, 김성봉, 지명수에 의해 제1차 회의를 가졌다. 대표회장으로 이종윤목사외 조직을 구성하였다. 또한, 본 행사의 명칭을 요한 칼빈 탄생 500주년 기념사업회로 정하고 주제는 <칼빈과 한국교회>로 정하였다. 기념예배를 2009년 6월 21일 그리고 학술심포지움을 6월 22일 서울교회에서 개회하기로 발표하였다.

## 행사
기념사업회에서는 다양한 행사를 가졌다. 먼저 칼뱅 흉상 제막식으로 5월 12일 장신대에서 기념사업회 준비위원들과 조각가 다니엘 레클레로(Daniel Lecleroq) 교수등이 참석하였다. 예배와 기념음악회는 6월 21일 오후 5시에 시작되었다. 기념예배에서 신복윤 박사가 설교하고 주승중교수가 사회를 이종윤목사가 성찬집례를 담당하였다. 요한 칼빈 탄생 500주년 기념대회 학술심포지엄이, <칼빈과 한국교회>라는 주제로 6월 22일 오전 10시 서울교회에서 있었다. 주제발표 2명과 70명의 발표, 그리고 패널토의가 있었다. 500명 정도의 학자들과 목회자들이 모였다. 칼뱅 연구의 공로자로 6인(신복윤, 이종성, 한철하, 정성구, 이종윤, 이수영)에 대한 시상식과 기념도서 《칼빈신학 2009》를 기증하는 식을 6월 22일 10시에 가졌다. 프랑스에서 폴 웰즈(Paul Wells) 교수가 방문하여 현대 불어판 《기독교 강요》를 기증하고, 자체적으로 칼뱅 우표를 제작하였으며, 칼뱅 문진을 제작하여 기념대회를 가졌다. 한국 장로교의 날 행사를 7월 10일 잠실체육관에서 있었으며, 한국 장로교회 지도자 간담회가 7월 17일 오후 5시 서울교회에서 있었다. 이 대회를 통하여한국 장로교회의 연합과 일치위한 운동이 시작되었다. 기념사업회에 영향받은 예장 통합총회는 22일 저녁에 장 칼뱅 탄생 5백주년 기념예배를 가졌다. 예배형식은 칼뱅이 스트라스부르그에서 목회때 사용하던 예전에 따라 가졌다. 2009년 9월 12일 서울교회에서 올해의 신학자로서 이양호박사가 칼뱅 연구의 공로로 제 1회 "올해의 신학자"로 선정되었고, 요한 칼빈 탄생 500주년 기념 우표가 발행되었다. 발표된 논문들 70편은 2010년 《칼빈과 한국 교회》라는 제목으로 4권으로 SFC에서 출판되었다.

요한칼빈탄생500주년기념대회(서울교회)
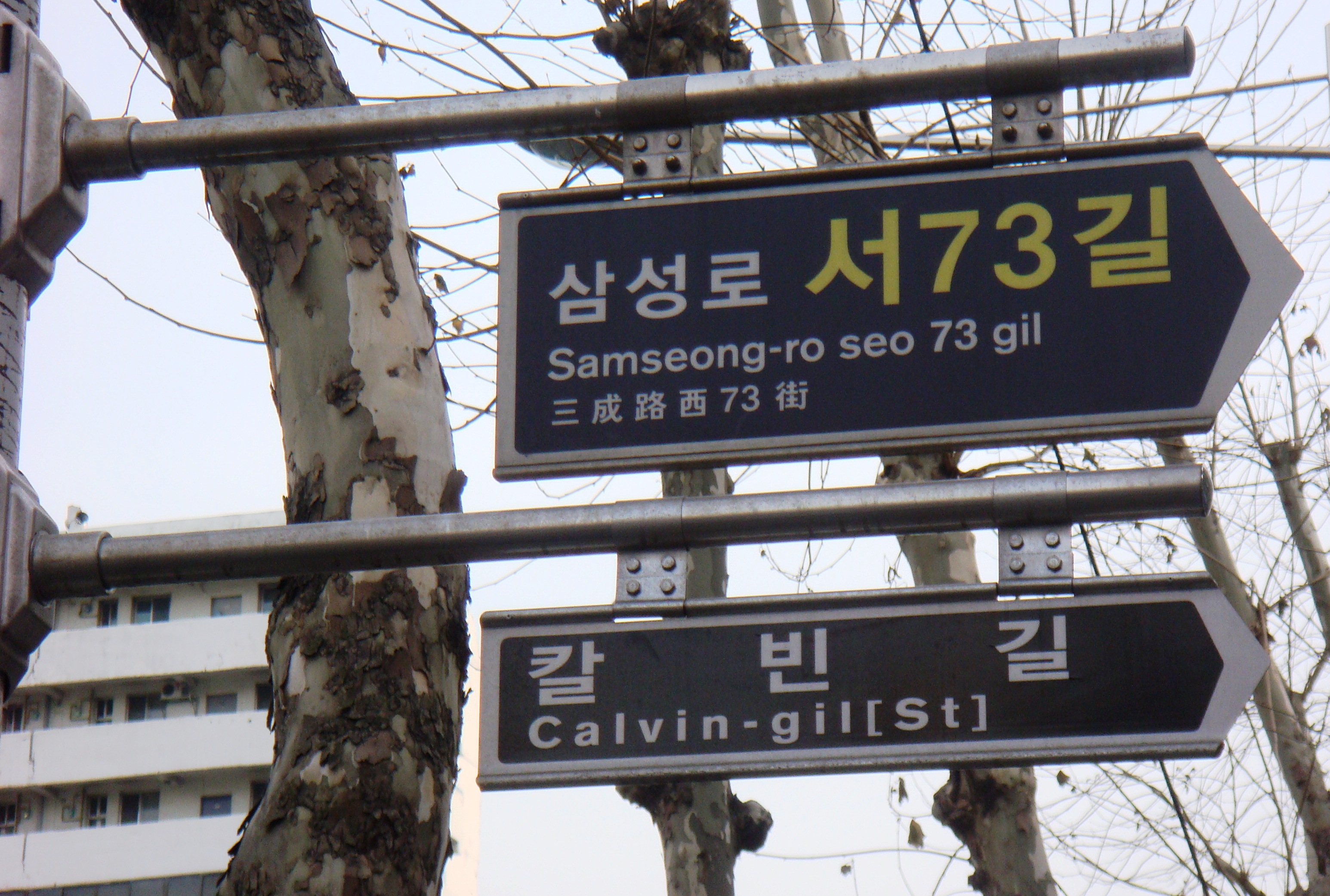
2009년  명예도로 칼빈 길
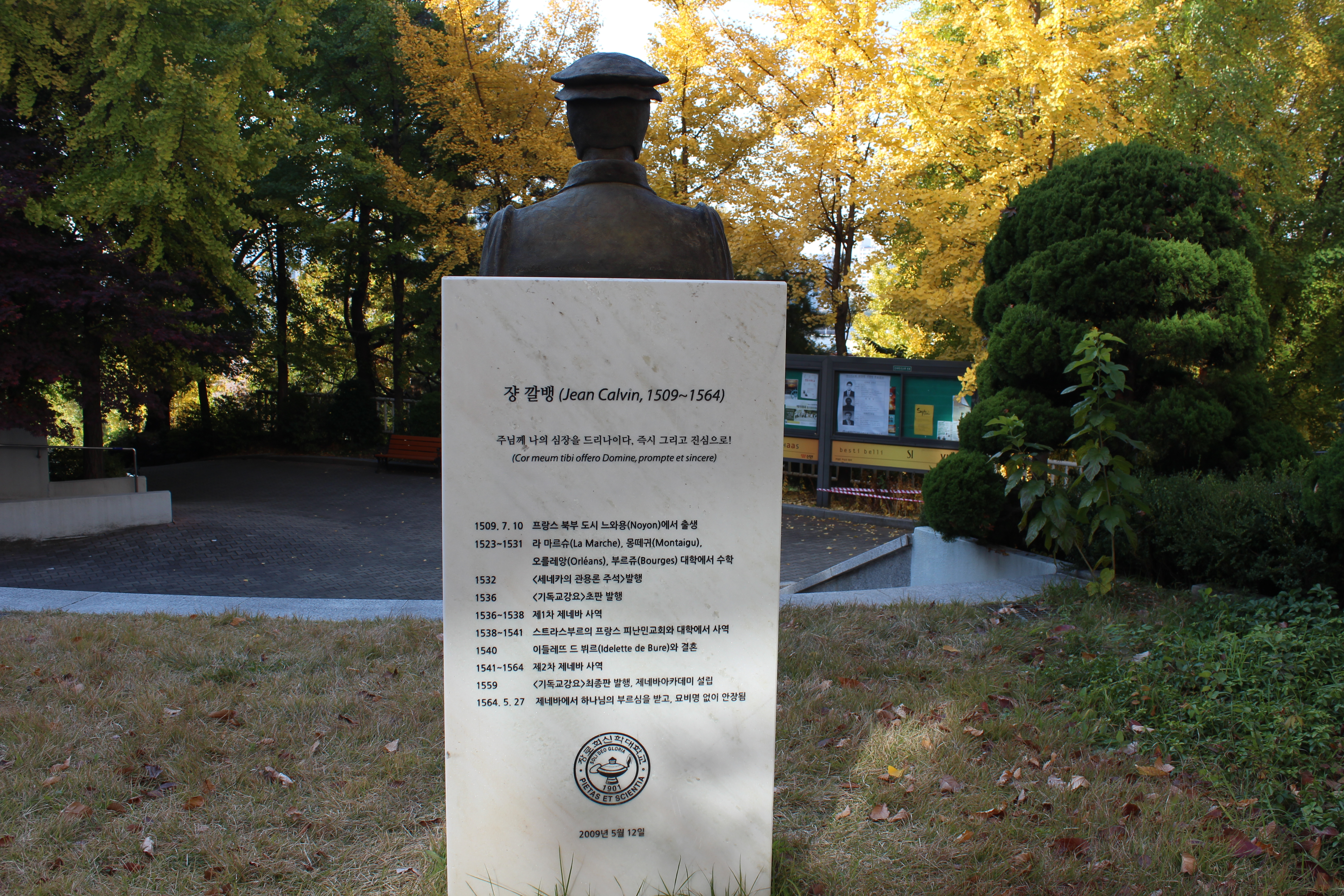
프랑스의 유명한 조각가 다니엘 레클레로(Daniel Lecleroq)가 만든 장 칼뱅 동상 뒷면, 장소 장신대학교
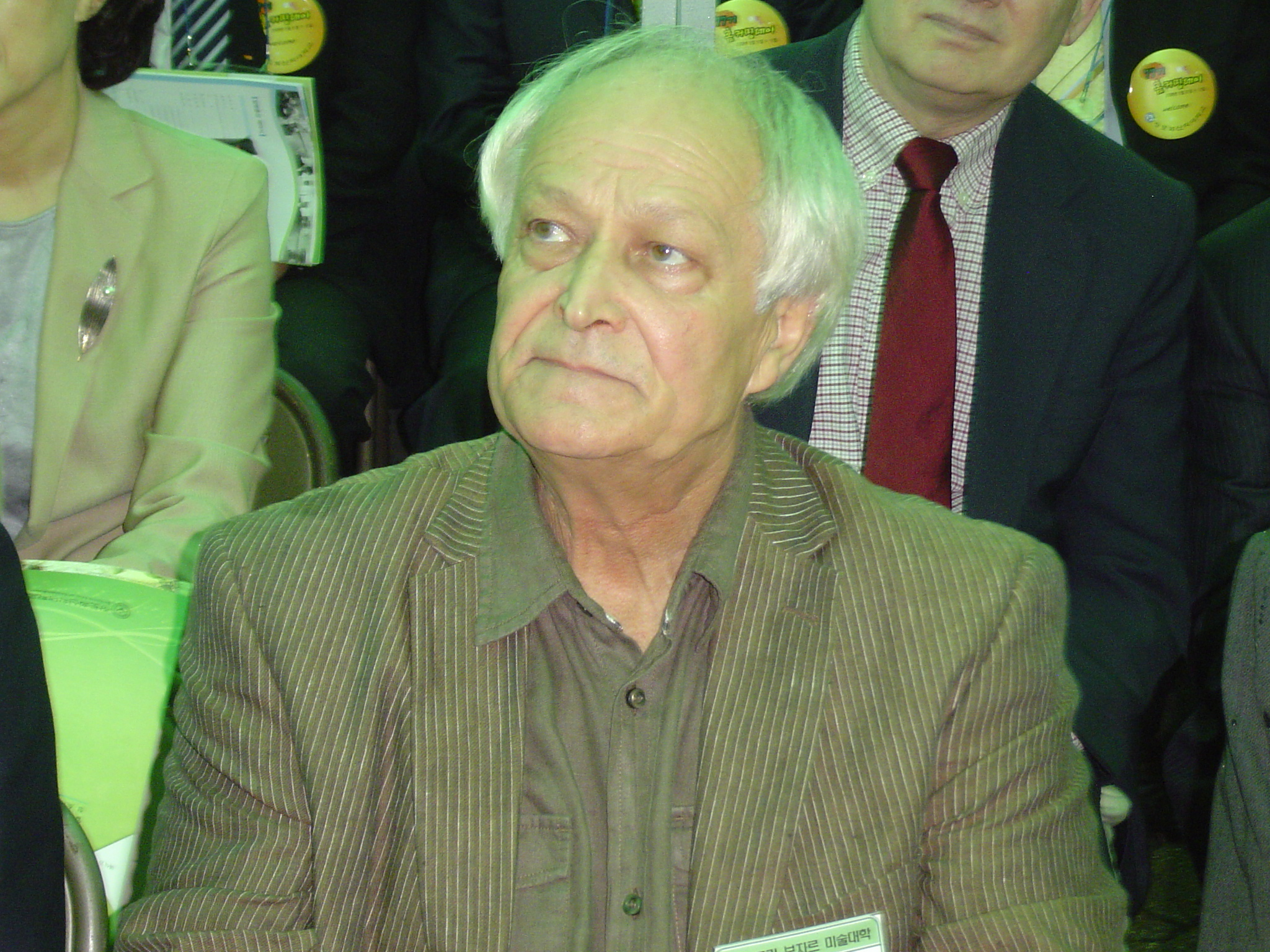
요한 칼빈 동상을 제작한 프랑스의 다니엘 르클레르크 교수 2009년 5월 12일
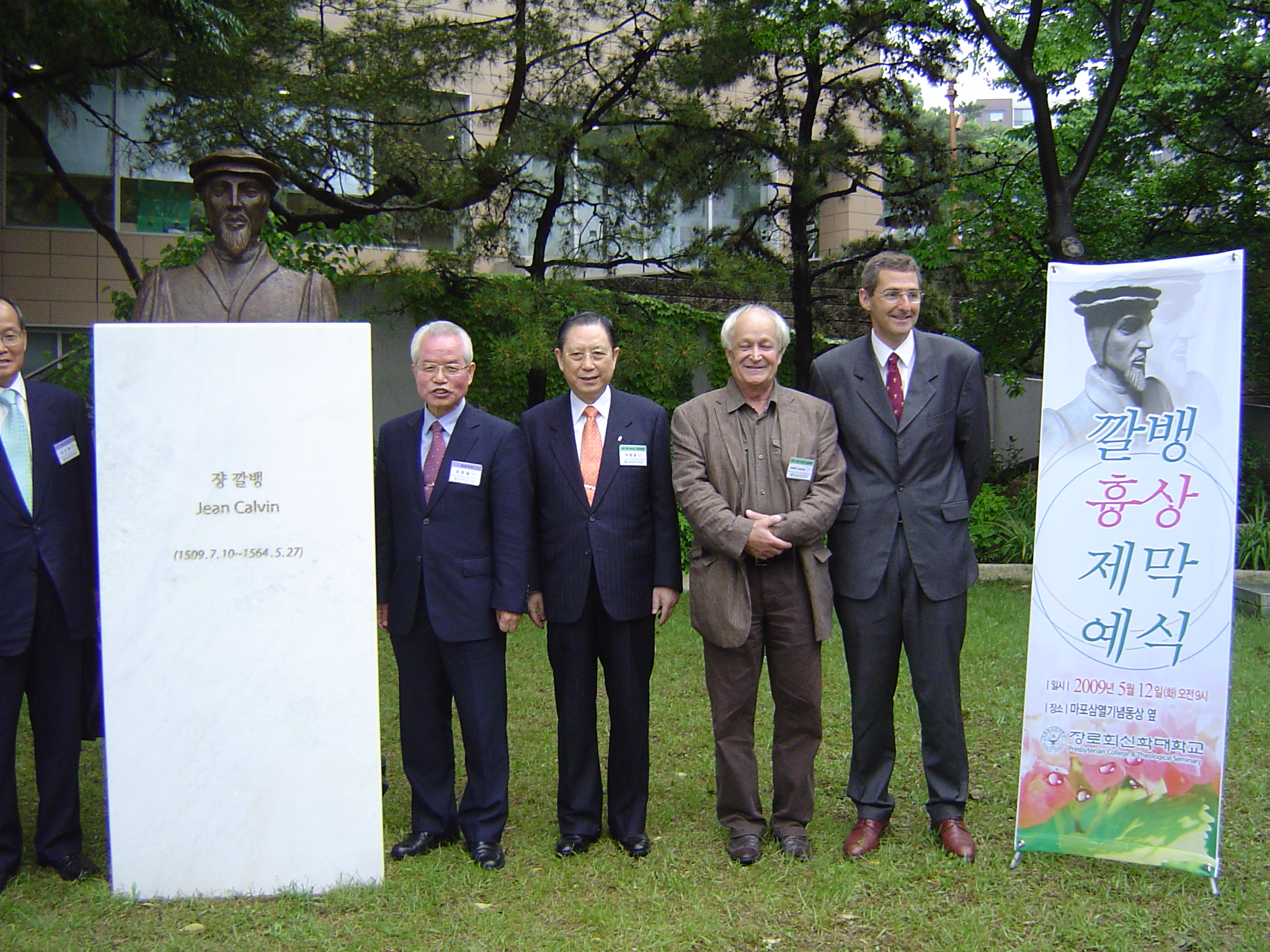
2009년 칼빈탄생500주년기념으로 칼빈동상제막식 2009년 5월 12일

## 칼뱅 연구 공로자 6인
2009년까지 대한민국에서 칼뱅연구에서 가장 큰 공로자로 선정된 6인은 다음과 같다.
- 신복윤
- 이종성
- 한철하
- 정성구
- 이종윤
- 이수영

한국인 최초로 칼빈관련으로 박사학위를 받은 신복윤 박사
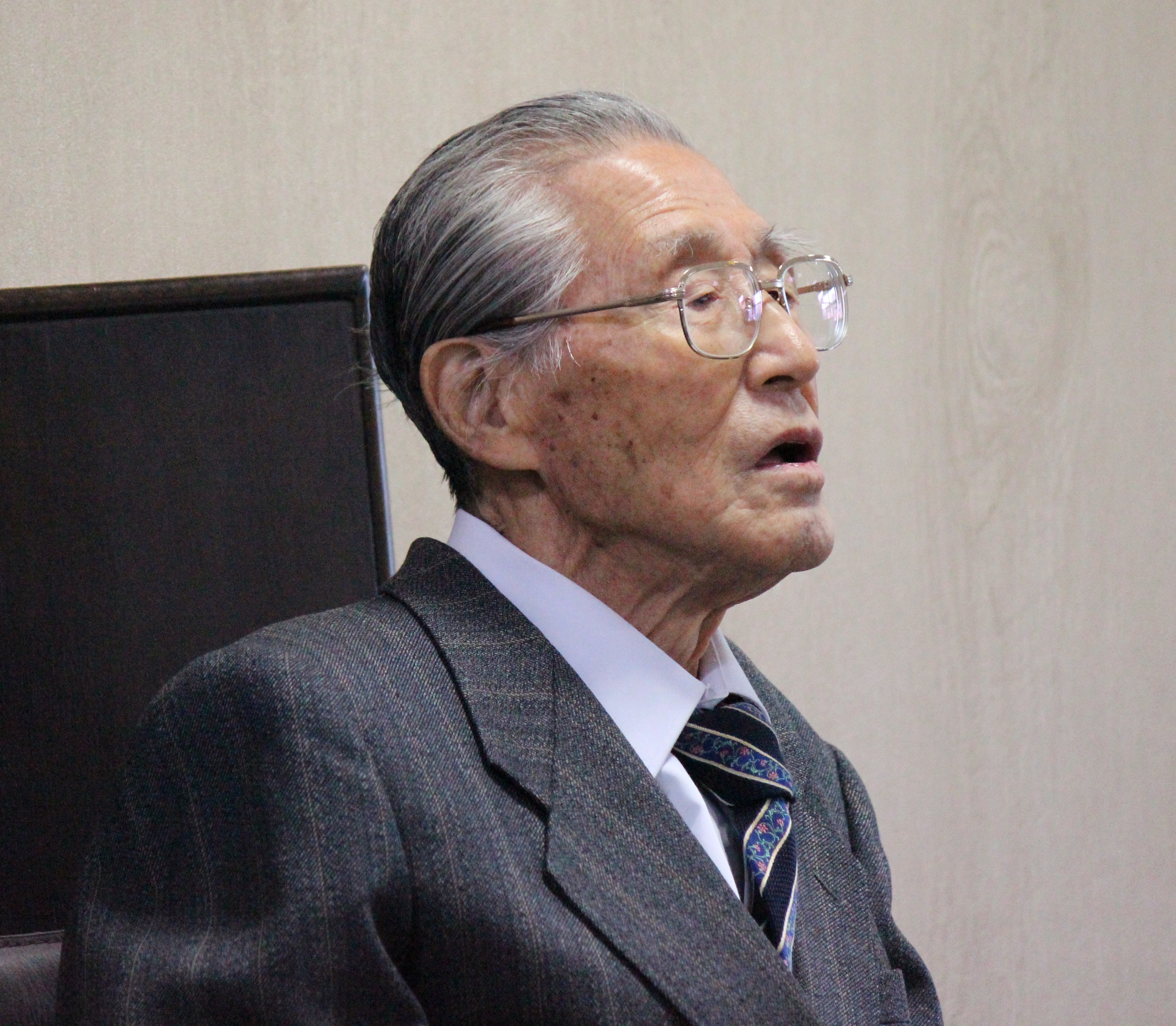
한철하 박사, 새문안 교회, 2014-05-24
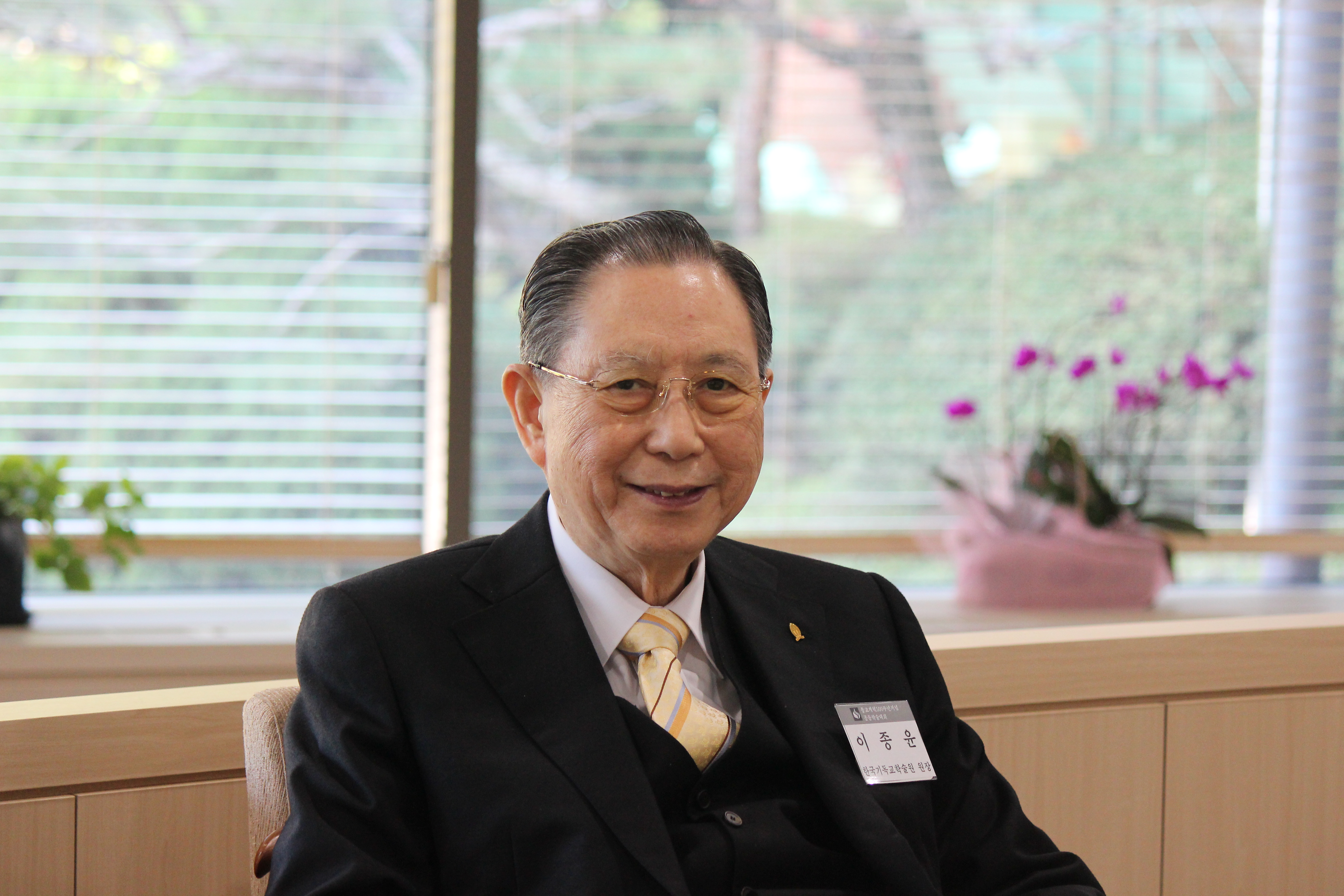
이종윤 박사
한국칼빈연구원 정성구 박사
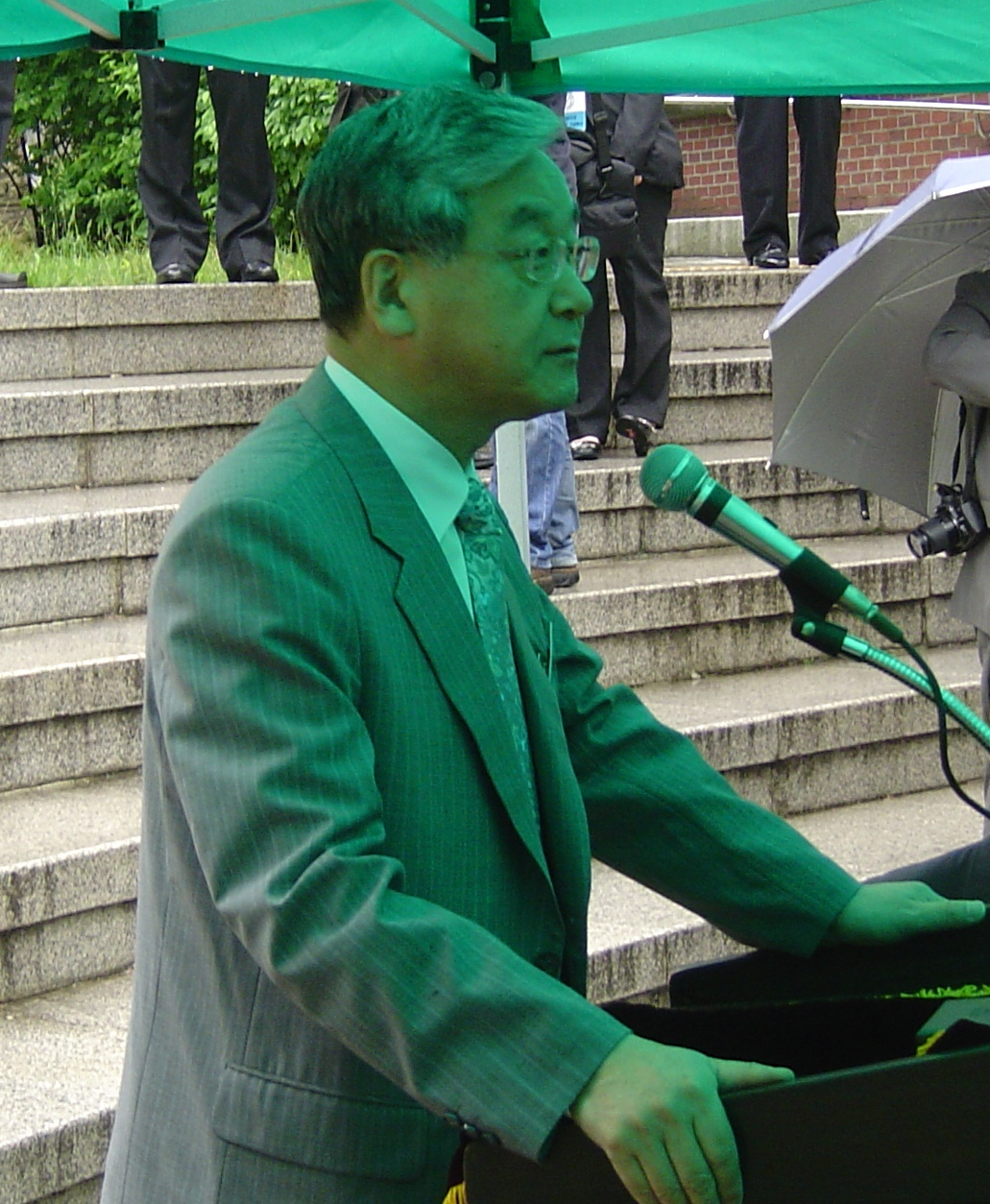
칼빈 동상 제막식에서 이수영박사, 2009년 5월 12일]]

## 조직임원
- 대표회장: 이종윤
- 준비위원장: 이양호
- 실행위원장: 안명준, 권호덕

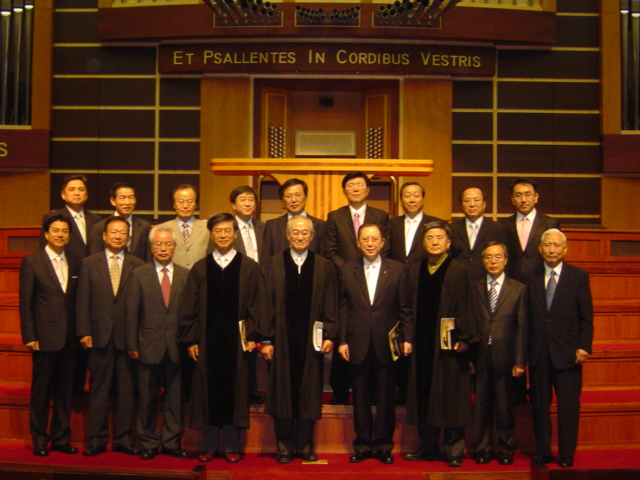
요한칼빈탄생500주년기념사업회 임원들 2009년 6월 21일, 서울교회

- 실행위원: 김성봉, 이승구, 안인섭, 지명수, 연규홍, 박봉규
- 서기: 박봉규, 허주
- 회계: 김성봉, 주승중

## 올해의 신학자 역대 수상자들
- 2009년 제 1회 이양호 박사
- 2010년 제 2회 권호덕 박사
- 2012년 제 3회 이상규 박사
- 2013년 제 4회 이승구 박사
- 2014년 제 5회 오덕교 박사
- 2015년 제 6회 이은선 박사
- 2017년 제 7회 장세훈 박사
- 2018년 제 8회 노영상 박사
- 2020년 제 9회 안명준 박사
- 2022년 제 10회 이신열 박사
- 2025년 제 11회 김병훈 박사

## 칼빈 길 명예도로
2008년 장 칼뱅 탄생 500주년 기념사업회와 후에 한국장로교총연합회는 강남구청에 강남의 길 가운데 하나를 명예도로로서 '칼빈길'로 명명하여 줄 것을 요청하여 허락을 받았다. 이 명예도로 제정의 과정은 매우 어려웠다. 초기 이러한 요청에 대해 강남구청에서는 당시 허락하지 않았다. 기념사업회의 이러한 요청에 대해 "칼빈 사상을 배운 사람으로서 부끄럽다"는 반응도 있었다. 한편, 칼빈이 서양 신학자라는 시각을 넘어 대한민국의 미래에 도움이 되므로 칼빈 길 제정은 가치가 있다고 주장하는 학자들도 있다. 2009년 6월 19일 서울 강남구 대치동의 서울교회는 강남구청에 교회 앞길인 '삼성로 서73길'을 칼빈길로 개칭해 줄 것을 요청하였다. 주민들의 동의 설문지와 도로위원회의 허락으로 강남구청은 2009년 칼빈길 명예도로는 "삼성로 서73길"에 표지판을 12월 2일(목)에 설치하였다. 명예도로 칼빈 길 신청은 2009년 3월 3일 "명예도로명을 부여하여 안내표지 및 지도상에 표기하여 사용할 수 있는 법률"이 국회를 통과한 것에 근거하고 있다. 표지판이 잠시있었지만 현재는 없다.

## 평가
전반적으로 기념대회의 정신인 한국 장로교회의 정체성 회복을 위한 학문적 연구와 논의, 그리고 연합과 일치를 위한 대회였다로 평가되었다. 구체적인 연합과 일치를 위한 실천으로 지속적인 연구와 모임을 갖기로 하였다. 특별히 교수 70명이 장 칼뱅에 대한 논문 발표는 한국교회에 큰 공헌으로 평가되었다. 후에 칼빈과 한국교회라는 제목의 책으로 출판되었다. 장 칼뱅이 제정한 예배는 모든 참가자들에게 감동을 주었다고 평가되었다. 7월 17일 장로교 지도자 간담회에서 고려신학대학원 교회사 교수인 양낙흥 박사는 교단 중심적 한국교회역사 교육은 연합에 도움이 되지 않는다고 말했다. 반성과 연합을 위해 강의의 중요성과 학문적 성찰의 모임이 제기 되었다.

## 같이 보기
- 종교개혁500주년기념사업회
- 종교 개혁 500주년 기념일
- 장 칼뱅의 신학
- 칼빈신학 2009
- 한국개혁신학회
- 한국장로교신학회
- 한국복음주의신학회
- 한국복음주의조직신학회
- 한국조직신학회
- 한국칼빈학회
- 한국복음주의선교신학회
- 한국장로교총연합회
- 세계칼빈학회
- 세계개혁신학회
- 한국성경신학회
- 이종윤
- 오덕교
- 이상규
- 이승구
- 안명준
- 권호덕

## 참고 문헌
- 이상규, 해방전후 한국장로교회의 역사와 신학 (서울:한국기독교역사연구소, 2015)

### 문헌 자료
- “성경으로 돌아가야 한국교회 치유” 입력: 국민일보, 2009-6-22[깨진 링크(과거 내용 찾기)]
- "장로교단‘연합은 가능하다", 입력: 크리스챤연합신문 2009-07-24 보관됨 2014-04-07 - 웨이백 머신
- "장로교 연합 어떻게 할 것인가", 입력: Newsnjoy 2009-7-18

### 동영상
- 요한칼빈탄생500주년기념사업회 기념예배 합동신학대학원대학교의 신복윤 박사 설교, 2009년 6월 21일 서울교회
- 요한칼빈탄생500주년기념사업회 대회 행사, 공로자 시상 및 논문 발표, 2009년 6월 22일, 서울교회,  칼빈 공로자: 신복윤, 한철하, 이종성, 이종윤, 이수영, 정성구
- 칼빈500 새로남교회제작 입력: 2009년 4월 20일